# エンテロコッカス・ファエカリス
エンテロコッカス・ファエカリス（Enterococcus faecalis）は、グラム陽性非芽胞非運動性の通性嫌気性の乳酸菌である。動物の消化器官の常在菌で、ほとんどの健康な人にもみられる一方、まれに尿路感染症や敗血症を引き起こすことがある。抗生物質耐性を備えたE. faecalisが医療現場で問題となっている。
球菌で、しばしば双球菌、または短い連鎖球菌の形をとり、かつてはStreptococcus属とされていた。1984年に本菌をタイプ種とするエンテロコッカス属が設置され、Enterococcus faecalisとなり、現在に至る。